# Manuel Jurado
Manuel Jurado (Alicante, 26 de septiembre de 1952) es un actor, economista, neurocomunicólogo y profesor universitario español más conocido por sus pequeñas intervenciones y papeles secundarios en varios largometrajes y series españolas.

## Biografía
Manuel Jurado nació en 1952 en Alicante, hijo de Manuel Jurado Gálvez, un industrial de café y Josefa Mesa, una pintora. Su abuelo Alfonso Mesa,  fue propietario de un famoso restaurante en París excelente músico, tocaba el contrabajo en la Filarmónica de las Palmas. Su tío abuelo José Mesa y López fue el político más influyente de las Islas Canarias, dos veces Alcalde de Las Palmas, Presidente del Cabildo Insular, entre muchos más nombramientos que tuvo a lo largo de su vida.
Manuel Jurado se licenció en Ciencias Empresariales en ESCE Escuela Superior de Ciencias Empresariales de Alicante (jesuitas), años después, obtiene la Licenciatura en Ciencias Económicas y Empresariales por la ICADE de Madrid. En la Universidad de Alicante superó los dos años de doctorado estando pendiente en presentar la tesina para el doctorado en Economía.
Su primer trabajo fue en 1977 como Delegado Provincial de seguros de vida en Unión Iberoamericana, organizando la red de ventas y vendiendo seguros de vida. Se incorpora más tarde en la empresa familiar de café desde 1979 hasta 1998 como Administrador Gerente, lo que le permitió conocer diversos países de Sudamérica y Centroamérica, así como por Europa y África, incluyendo países como Colombia, Panamá, Angola y Polonia.
Como Economista trabajo durante 12 años en su despacho profesional contable y fiscal, asesorando a empresas y particulares. En Alicante fue propietario del restaurante La Cava durante 14 años, consiguiendo reconocimiento de la Guía Michelin. Como escritor publicó el libro Análisis Práctico y Guía de Consulta un año antes de implantarse el IVA, también tiene registrado y los derechos de autor del libro El Arte de la Persuasión Emocional. Las Armas de los Comunicadores (2017).
En el año 1999 comienza sus estudios de interpretación en Rumania (Teatro Nacional de Timișoara, específicamente) estudiando con el actor y profesor universitario George Stana. Tras volver a Madrid estudió en la escuela de Juan Carlos Corazza y estudió en el Estudio Guindalera durante dos años con Juan Pastor. Desde entonces le hemos visto incursionado en papeles secundarios en series como Cuéntame como pasó, El internado y Policías.
Está casado con María Salud Gras García y tiene tres hijos.
Desde el año 2009 imparte conferencias y cursos de Oratoria Emocional en diferentes instituciones públicas y privadas, Cámara de Comercio, FUNDESEM, Instituto de Empresa, despachos de abogados, en diferentes maestrías. Su especialidad es la Telegenia y el Media Training, habiendo participado en cursos para políticos y portavoces de diferentes partidos políticos.

## Trayectoria

### Televisión
- Víctor Ros (2016), como Don Emilio del Campo
- Centro médico (2016)
- Águila Roja (2015)
- Cuéntame como pasó (2004-2015) como el Farmacéutico, jefe de prensa
- Bandolera (2011)
- El internado (2007-2010), como Antonio
- Hospital Central (2008)
- R.I.S. Científica (2007)
- Severo Ochoa: La conquista de un Nobel (2001; miniserie)
- Lluvia de estrellas (1998), como Joan Manuel Serrat
- Compañeros
- Al salir de clase
- Policías
- Luna llena

### Películas
- Hermosa juventud (2014), como Carlos
- Del retiro a Sol (2012) cortometraje
- Las palabras de Vero (2005) película para televisión
- Trece campanadas (2004)
- Iván (2002), como Mario
- T.O.C.: Un caso práctico (2001), como Fernando
- Una familia feliz (2000) cortometraje